# Cheraw (Colorado)
Cheraw és una població dels Estats Units a l'estat de Colorado. Segons el cens del 2000 tenia 211 habitants.

## Demografia
Segons el cens del 2000, Cheraw tenia 211 habitants, 92 habitatges, i 58 famílies. La densitat de població era de 509,2 habitants per km².
Dels 92 habitatges en un 33,7% hi vivien nens de menys de 18 anys, en un 46,7% hi vivien parelles casades, en un 8,7% dones solteres, i en un 35,9% no eren unitats familiars. En el 31,5% dels habitatges hi vivien persones soles el 7,6% de les quals corresponia a persones de 65 anys o més que vivien soles. El nombre mitjà de persones vivint en cada habitatge era de 2,29 i el nombre mitjà de persones que vivien en cada família era de 2,92.
Per edats la població es repartia de la següent manera: un 24,2% tenia menys de 18 anys, un 10,4% entre 18 i 24, un 24,6% entre 25 i 44, un 29,9% de 45 a 60 i un 10,9% 65 anys o més.
L'edat mediana era de 40 anys. Per cada 100 dones de 18 o més anys hi havia 97,5 homes.
La renda mediana per habitatge era de 21.250 $ i la renda mediana per família de 24.844 $. Els homes tenien una renda mediana de 20.125 $ mentre que les dones 23.750 $. La renda per capita de la població era de 12.590 $. Entorn del 13,4% de les famílies i el 14,2% de la població estaven per davall del llindar de pobresa.

## Poblacions més properes
El següent diagrama mostra les poblacions més properes.